# Pedro Cantero Cuadrado
Pedro Cantero Cuadrado (ur. 3 lutego 1902 w Carrión de los Condes, zm. 19 grudnia 1978 w Madrycie) – hiszpański duchowny katolicki, biskup Barbastro, biskup Huelvy oraz arcybiskup Saragossy.
Prowadził karierę polityczną podczas dyktatury frankistowskiej. Był prokuratorem w Kortezach, członkiem Rady Królestwa i Rady Regencyjnej.

## Życiorys
Studiował nauki humanistyczne w jezuickim seminarium San Zoilo w swoim rodzinnym mieście i uzyskał doktorat z filozofii oraz teologii na Uniwersytecie Comillas, a następnie z prawa na Uniwersytecie w Madrycie. Święcenia kapłańskie przyjął w 1926 roku.
Podczas hiszpańskiej wojny domowej był kapelanem wojskowym kawalerii po stronie frankistowskiej. 19 lipca 1936 roku, zaraz po wybuchu wojny, zgłosił się na ochotnika na front. Przez pierwsze osiem miesięcy był kapelanem Falangi. 9 kwietnia 1937 roku awansował do stopnia porucznika. Otrzymał odznaczenia za zasługi w czasie wojny: m.in. Krzyż Wojenny, Czerwony Krzyż i Medal Kampanii.
Po wojnie uczestniczył w działaniach Pomocy Społecznej, organie związanym z Falangą. W 1939 roku został mianowany doradcą ds. moralnych i religijnych tej organizacji, kierując się na tym stanowisku ideologicznymi wytycznymi swojego poprzednika Andrésa Maríi Mateo. Cantero był głównym autorem przymusowej rekatolicyzacji osób, które przybyły do organizacji z prośbą o pomoc materialną: dorosłych zmuszano do zawarcia małżeństwa kanonicznego, a dzieci chrzczono bez zgody rodziców.
W 1952 roku Cantero został biskupem Barbastro, a w 1953 przeszedł na najważniejszą i niedawno utworzoną stolicę biskupią Huelvy. W tym samym roku opublikował pracę W obronie katolickiej jedności Hiszpanii, w której przedstawił się jako zdecydowany przeciwnik wolności religijnej.
W 1964 roku został arcybiskupem Saragossy. Od momentu objęcia urzędu utrzymywał autorytarny styl przywództwa, co doprowadziło do braku porozumienia na spotkaniach Wspólnego Zgromadzenia Biskupów-Kapłanów Aragonii (które rozpoczęły się w grudniu 1970). W konsekwencji zrezygnowano całkowicie z tych spotkań. Ponadto nie było jasności w zarządzaniu gospodarczym diecezją. Niezadowolenie z jego kierownictwa przejawiło się w tzw. „konflikcie o Mequinenzę”, gdzie Cantero wsparł firmę ENHER w budowie zbiornika, który spowodował zalanie starego miasta w Mequinenzie, w tym kościoła Matki Bożej Wniebowziętej. Ks. Edward Royo odmówił wówczas opuszczenia plebanii, ale arcybiskup siłą rozwiązał konflikt, przeprowadzając procedurę eksmisyjną w kwietniu 1973 i ostatecznie odwołując proboszcza.
Pomimo tych lokalnych konfliktów, Pedro Cantero był wpływową osobowością. W 1967 roku został bezpośrednio przez Francisco Franco mianowany prokuratorem Cortes Franquistas. Jako konserwatysta próbował stłumić bardziej socjalne elementy nauczania Kościoła. Jezuita María Alemany potępiał używanie przez Cantero dokumentów policyjnych do tych celów. Sam Cantero publicznie to przyznał jako arcybiskup Saragossy na kursie teologicznym w 1969 roku, co spotkało się z głośnym niezadowoleniem słuchaczy.
W maju tego samego roku jako dziekan przedstawicieli biskupich w Kortezach został mianowany przez Franco radcą Królestwa, stając się od tego momentu również z urzędu członkiem Rady Regencyjnej. Później, w wywiadzie dla telewizji holenderskiej w 1973 roku, bronił swojego udziału jako prałat w najwyższych organach państwowych. W odpowiedzi grupa członków wspólnot chrześcijańskich, seminarzystów i księży diecezji Saragossy wydała oświadczenie, w którym uznali postawę swojego arcybiskupa za sprzeczną z tzw. doktryną ustanowioną na soborze watykańskim II i nie odpowiadającą pasterskim kryteriom Kościoła. Oznaczało to również stawienie czoła najbardziej postępowym kapłanom jego diecezji po odwołaniu proboszcza Fabary w 1974 roku.
Jako zagorzały obrońca systemu frankistowskiego, w pełni identyfikował się z reżimem. W 1975 roku jako arcybiskup Saragossy wysłał Franco płaszcz Virgen del Pilar, aby towarzyszył mu w ostatnich godzinach życia. Po śmierci generała w tym samym roku, wraz z innymi członkami Rady, objął regencję aż do proklamacji króla Jana Karola dwa dni później. Zły stan zdrowia zmusił go do rezygnacji ze wszystkich sprawowanych stanowisk w 1977 roku.
Zmarł w Madrycie 19 grudnia 1978 po kilku latach zmagania się z chorobą serca.